# Музикална тема
Музикалната тема е главната музикална мисъл, която лежи в основата на музикално произведение.
Музикалната форма е процес, който протича във времето и се подчинява на определени закономерности, образуващи цялостна система, наречена музикален тематизъм.Музикалният тематизъм претърпява еволюция в зависимост от изменението на историческите, стиловите и жанрови условия. Музикалният тематизъм и закономерностите, на които той се подчинява, се развиват на основата на реален „строителен“ материал. Музикалните теми се отличават с качества, които привличат вниманието върху себе си, заставят съзнанието да следи хода на тяхното развитие. Това свойство на музикалните теми се дължи на тяхната смислова завършеност, структурна оформеност и ярка музикалнообразна съдържателност. Обичайното място на темите е в началото на произведенията, подобно на заглавен „тезис“, който направлява цялото следващо развитие.

## Граници на музикалните теми
Границите на музикалните теми може да се определи въз основата на няколко признака:
1. Темата винаги изпълнява функцията на главната мисъл по отношение на музикалното цяло. Поради това темата се отличава с максимална концентрираност на интонационното съдържание, с яркост и характерност, която я утвърждават в съзнанието.
2. Темите в многото случаи (особено в класическата музика)завършват с пълна каденца, която очертава границата им.
3. Темата може да съдържа повторение, при което да прерастне в неустойчиво развитие. Появата на неустойчивост при повторението нарушава равновесието. При такива случаи за граница на темата ще се счита началото на нейното повторение.
4. Музикалните теми се отличават с ясна тонална определеност и устойчивост. Това тяхно качество се запазва и в случаите, когато темата започва в главната тоналност и модулира в края си.
5. Границите на темите се определят особено ясно, когато след изложението на една тема се появява нов, контрастен тематичен материал.

## Строеж
Музикалните теми са различни по своя строеж и мащаб – от няколко такта до десетки тактове. Това зависи от функцията на темата в цялостния план на музикалната форма, от жанра и стила на произведението. Най-кратки са темите в полифоничните произведения. Те представляват лаконични „тезиси“, които най-често се състоят от силно индивидуализирана част (ядро), последвана от равномерно движение (така наречени общи форми на движение). Това специфично устройство на полифоничните теми в много случаи показва силно влияние върху строежа на темите в други музикални форми. В последните сонати и други произведения на Бетовен от този период ролята на полифонията като формообразуващ фактор нараства. Това естествено се отразява върху строежа на темите, които в много случаи съдържат черти, близки на тези полифоничните теми, и оказва влияние върху цялостния тематизъм.